# Umeboshi

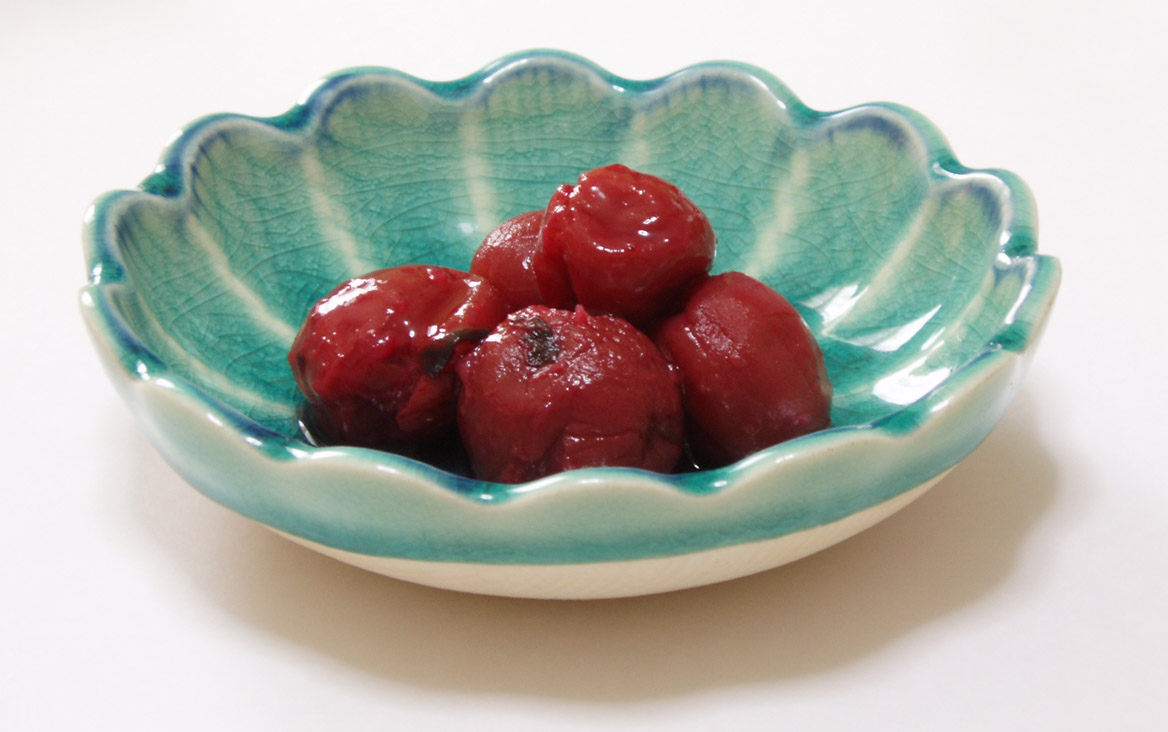
Umeboshi.

Umeboshi (梅干), mjölksyrat torkat "japanskt plommon", ume. Det är en traditionell japansk ingrediens som är mycket populär i Japan. Den äts vanligtvis med ris, som den är eller instoppad i en risboll, onigiri. Japanska matlådor (bento) innehåller ofta en umeboshi som dekoration ovanpå riset. Umeboshi anses ha en konserverande verkan, enligt husmorsdevisen "ett litet plommon i matlådan håller innehållet fräscht hela dagen".
Orsaken till att ume läggs in och torkas är att de innehåller otroligt mycket citronsyra och är väldigt sura. Enligt japanerna är de helt oätliga som råa. De är för övrigt närmare släkt med aprikos än med plommon.